# Xavier Sala-i-Martin
Xavier Sala-i-Martin, född 17 juni 1962 i Cabrera de Mar, Katalonien, Spanien, är en katalansk-amerikansk nationalekonom. Han är verksam som professor vid Columbia University och har bland annat bedrivit forskning kring ekonomisk tillväxt, och publicerat läroboken Economic Growth tillsammans med Robert Barro. Han är en av de ledande ekonomerna inom ekonomisk tillväxt.

## Biografi
Sala-I-Martin tog en examen i ekonomi vid det autonoma universitetet i Barcelona 1985. Han disputerade i nationalekonomi vid Harvard University 1990.
Förutom att arbeta vid Columbia University har han varit professor vid Yale University, Harvard University och Universitat Pompeu Fabra i Barcelona och Barcelona Graduate School of Economics, där han vanligtvis gör ett besök för en termin varje sommar.

## Vetenskapligt arbete
Sala-i-Martin är en av de ledande ekonomerna inom området ekonomisk tillväxt och rankas konsekvent bland de mest citerade ekonomerna i världen för arbeten som producerades på 1990-talet. Med sin bok Liberal Economics for Non-Economists and Non-Liberals, där "frisinnad" i titeln bör förstås i den klassiska frisinnade/libertarianska betydelsen, behandlar han ämnen som ekonomisk tillväxt, utvecklingen i Afrika, monetär ekonomi, social säkerhet, hälsa och ekonomi, konvergens och klassiska liberala tankegångar.
Han har konstruerat en bedömning av världsfördelningen av inkomst, som han har använt för att uppskatta grad av fattigdom och mätning av ojämlikhet. Slutsatserna av denna studie gav en ny synvinkel av två skäl. För det första brukade FN och Världsbanken utgå från att även om fattigdomen minskade ökade det totala antalet fattiga människor. Han hävdade att båda minskade. För det andra anser FN och Världsbanken att de individuella inkomstskillnaderna ökade. Han hävdade att de inte gör det.
Sala-I-Martin är författare till läroboken Apuntes de Crecimiento Economico och medförfattare (med Robert Barro) till läroboken Economic Growth. Tillsammans med Elsa Artadi har han givit ut Global Competitiveness Index, som sedan 2004 används för Global Competitiveness Report, ett index publicerat av World Economic Forum som rankar 142 länder efter deras ekonomiska konkurrenskraft.
Sala-i-Martin samarbetar ofta med katalanska medier för att stödja Kataloniens självständighet från Spanien. År 2014 hade han en offentlig konfrontation med Europeiska kommissionens ordförande José Manuel Durão Barroso, och förebrådde honom bristen på stöd för en demokratisk lösning av konflikten mellan Spanien och Katalonien.

## Andra aktiviteter
Sala-i-Martin var styrelseledamot i FC Barcelona och kassör i klubben mellan 2004 och 2010. Han var ordförande för klubben under valprocessen 2006.
Han är grundare av Umbele: A Future for Africa, en ideell organisation som främjar ekonomisk utveckling i Afrika.
Han är kolumnist i den spanska tidningen La Vanguardia. Han gör veckovisa framträdanden på det katalanska radionätverket RAC 1 och i TV-programmet Divendres. Han bidrar också till CNN.
Han stöder katalansk självständighet och håller konferenser runt om i Katalonien, under namnet på den självständighetsvänliga förening som han och andra universitetslärare skapade för ändamålet,(Col·lectiu Wilson).